# غوستاف يندستروم (لاعب هوكي الجليد)
غوستاف يندستروم (بالسويدية: Gustav Lindström)‏ هو لاعب هوكي الجليد سويدي، ولد في 20 أكتوبر 1998 في Heby ‏ في السويد.

## وصلات خارجية
- غوستاف يندستروم على موقع دوري الهوكي الوطني (الإنجليزية)
- غوستاف يندستروم على موقع EliteProspects.com (الإنجليزية)
- غوستاف يندستروم على موقع Eurohockey.com (الإنجليزية)
- غوستاف يندستروم على موقع HockeyDB.com (الإنجليزية)
- غوستاف يندستروم على موقع Hockey-Reference.com (الإنجليزية)